# Zinco
O zinco  é um elemento químico de símbolo Zn, número atômico 30 (30 prótons e 30 elétrons) com massa atómica 65,4 unidade de massa atómica. À temperatura ambiente, o zinco encontra-se no estado sólido. Está situado no grupo 12 (anteriormente denominado IIB) da Classificação Periódica dos Elementos.
As ligas metálicas de zinco têm sido utilizadas durante séculos - peças de latão datadas de 1400-1000 a.C. foram encontradas em Israel, e outros objetos com até 87% de zinco foram achados na antiga região da Transilvânia.
A principal aplicação do zinco - cerca de 50% do consumo anual - é na galvanização do aço ou ferro para protegê-los da corrosão, isto é, o zinco é utilizado como metal de sacrifício (tornando-se o ânodo de uma célula, ou seja, somente ele se oxidará). Ele também pode ser usado em protetores solares, em forma de óxido, pois tem a capacidade de barrar a radiação solar.
O zinco é um elemento químico essencial para a vida: intervém no metabolismo de proteínas e ácidos nucleicos, estimula a atividade de mais de 100 enzimas, colabora no bom funcionamento do sistema imunológico, é necessário para cicatrização dos ferimentos, intervém nas percepções do sabor e olfato e na síntese do ADN. Foi descoberto pelo alemão Andreas Sigismund Marggraf em 1746.

## Características principais
O zinco é um metal, às vezes classificado como metal de transição ainda que estritamente não seja, apresenta semelhanças com o magnésio e o berílio além dos metais do seu grupo. Este elemento é pouco abundante na crosta terrestre, porém pode ser obtido com facilidade.
É um metal de coloração branca azulada que arde no ar com chama verde-azulada. O ar seco não o ataca, porém, na presença de umidade, forma uma capa superficial de óxido ou carbonato básico que isola o metal e o protege da corrosão.
Praticamente o único estado de oxidação que apresenta é 2+. Reage com ácidos não oxidantes passando para o estado de oxidação 2+ e liberando hidrogênio, e pode dissolver-se em bases e ácido acético.
O metal apresenta uma grande resistência à deformação plástica a frio que diminui com o aquecimento, obrigando a laminá-lo acima dos 100 °C.
O zinco é empregado na fabricação de ligas metálicas como o latão e o bronze, além de ser utilizado na produção de telhas e calhas residenciais. O zinco é, ainda, utilizado como metal de sacrifício para preservar o ferro da corrosão em algumas estruturas, na produção de pilhas secas e como pigmento em tinta de coloração branca.

## Papel biológico

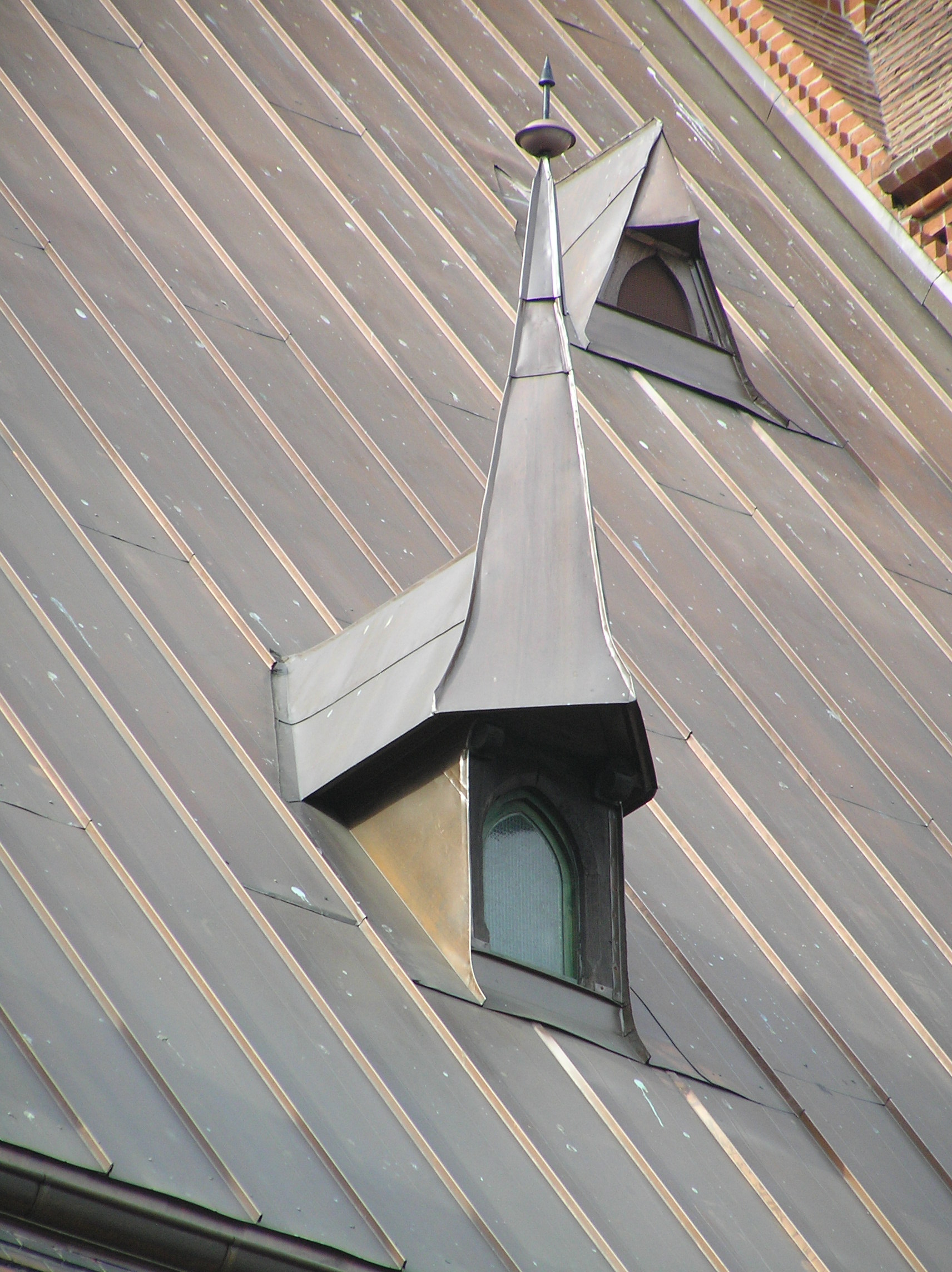
Telhado de zinco.

O zinco é um elemento químico essencial para o corpo humano: intervém no metabolismo de proteínas e ácidos nucleicos, estimula a atividade de mais de 100 enzimas, colabora no bom funcionamento do sistema imunológico, é necessário para cicatrização dos ferimentos, nas percepções do sabor e olfato e na síntese do DNA. O metal é encontrado na insulina, nas proteínas dedo de zinco (zink finger) e em diversas enzimas como a superóxido dismutase.
O zinco é encontrado em diversos alimentos como nas ostras, carnes vermelhas, aves, alguns pescados, mariscos, favas e nozes. A ingestão diária recomendada de zinco é em torno de 10 mg, menor para bebês, crianças e adolescentes (devido ao menor peso corporal), e algo maior para as mulheres grávidas e durante o aleitamento.
A deficiência de zinco pode produzir retardamento no crescimento, perda de cabelo, diarreias, impotência sexual e imaturidade sexual nos adolescentes, apatia, cansaço e depressão, lesões oculares e de pele, inclusive acne, unhas quebradiças, amnésia, perda de apetite, perda de peso e problemas de crescimento, aumento do tempo de cicatrização de ferimentos e anomalias no sentido do olfato. As causas que podem provocar uma deficiência de zinco são a insuficiente quantidade na dieta alimentar e a dificuldade na absorção do mineral que pode ocorrer em casos de alcoolismo, quando é eliminado pela urina ou, ainda, devido à excessiva eliminação por causa de desordens digestivas.
O excesso de zinco tem-se associado com baixos níveis de cobre, alterações na função do ferro, diminuição da função imunológica e dos níveis de colesterol bom.
É um dado adquirido que o zinco desempenha um papel vital no desenvolvimento animal. Uma dieta rica em zinco diminui o risco de hemorragias e melhora a cicatrização das feridas. Na agricultura, o zinco é usado como suplemento nutritivo para promover o crescimento das plantas. Embora o elemento não seja considerado tóxico, existem certos sais de zinco cuja ingestão provoca náuseas e diarreia. A inalação de óxido de zinco pode provocar lesões nos pulmões e, de um modo geral, em todo o sistema respiratório.

## História
As ligas metálicas de zinco foram utilizadas durante séculos - peças de latão datadas de 1000-1400 a.C. foram encontradas em Israel, e outros objetos com até 87% de zinco foram achados na antiga região da Transilvânia - devido ao seu baixo ponto de fusão e reatividade química o metal tende a evaporar-se, motivo pelo qual a verdadeira natureza do zinco não foi compreendida pelos antigos.
Se sabe que a fabricação do latão era conhecida pelos romanos desde 30 a.C. Plinio e Dioscórides descrevem a obtenção de aurichalcum (latão) pelo aquecimento num cadinho de uma mistura de cadmia (calamina) com cobre. O latão obtido é posteriormente fundido ou forjado para fabricar objetos.

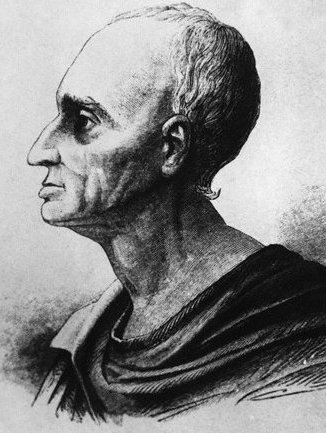
Andreas Marggraf

A fusão e extração de zinco impuro já era efetuada no ano 1 000 na Índia - na obra Rasarnava (c. 1200), de autor desconhecido, o procedimento foi descrito - e posteriormente na China. Em 1597 Andreas Libavius descreve uma peculiar classe de estanho que havia sido preparada na Índia que tinha recebido em pequenas quantidades através de um amigo; deduziu que se tratava do zinco mesmo não chegando a reconhecê-lo como o metal procedente da calamina.
No ocidente, emem meados do século XIII, Alberto Magno descreve a fabricação do latão na Europa. No século XVI já se conhecia a existência do metal. Agrícola observou em 1546 que formava-se um metal branco prateado condensado nas paredes dos fornos nos quais se fundiam minerais de zinco, adicionando em sua notas que um metal similar denominado zincum era produzido na Silésia. Paracelso foi o primeiro a sugerir que o zincum era um novo metal e que suas propriedades diferiam dos metais conhecidos, sem dar nenhuma indicação sobre a sua origem; nos escritos de Basílio Valentino são encontrados também menções sobre o zincum. Em tratados posteriores são frequentes as referências ao zinco, com diferentes nomes, se referindo geralmente ao mineral e não ao metal livre, e muitas vezes confundido com o bismuto.
Johann Kunkel em 1677 e pouco mais tarde Stahl em 1702 indicam que ao preparar o latão com o cobre e a calamina, esta última se reduz previamente em zinco livre, que foi isolado posteriormente pelo químico Anton von Swab em 1742 e por Andreas Marggraf em 1746, cujo exaustivo e metódico trabalho Sobre o método de extração do zinco de um mineral verdadeiro, a calamina sedimentou a metalurgia do zinco e sua reputação como descobridor do metal.
Em 1743 foi fundado em Bristol o primeiro estabelecimento para a fundição do metal em escala industrial, porém, o procedimento ficou em segredo. Setenta anos depois Daniel Dony desenvolveu um procedimento industrial para a extração do metal, construindo-se a primeira fábrica no continente Europeu. Após o desenvolvimento da técnica de flotação do sulfeto de zinco se desprezou a calamina como fonte principal de obtenção do zinco. O método de flotação, atualmente, é empregado para a obtenção de vários metais.
Em 1800, Alessandro Volta inventou a pilha de Volta. A unidade básica da pilha de Volta era uma célula simplificada galvânica, que era feita de uma placa de cobre e uma placa de zinco ligadas uma à outra externamente e separadas por um eletrólito. Estes foram empilhados em série intercalando as placas de cobre e zinco para fazer a célula voltaica, que por sua vez produziu eletricidade, orientando os elétrons do zinco para o cobre e permitindo que o zinco fosse corroído.

## Abundância e obtenção
O zinco é o 24º elemento mais abundante na crosta terrestre. As jazidas mais ricas contêm cerca de 10% de ferro e entre 40% e 50% de zinco. Os minerais dos quais se extrai o zinco são a esfalerita (sulfetos), smithsonita (carbonato), hemimorfita (silicato) e franklinita (óxido).
As reservas mundiais cuja exploração é economicamente viável ultrapassam a casa dos 220 milhões de toneladas, a maior parte nos Estados Unidos, Austrália, China e Cazaquistão. As reservas mundiais, incluindo aquelas cuja extração atualmente não é viável, são estimadas em 2 000 milhões de toneladas.
A produção mundial em 2003, segundo dados da Agência de Prospecção Geológica dos Estados Unidos (US Geological Survey), foi de 8,5 milhões de toneladas, liderada pela China com 20% e Austrália com 19%. Estima-se que um terço do zinco consumido é reciclado.
A produção do zinco começa com a extração do mineral que pode ser realizada tanto a céu aberto como em jazidas subterrâneas. Os minerais extraídos são triturados e, posteriormente, submetidos a um processo denominado flotação para a obtenção do mineral concentrado.
Os minerais com altos teores de ferro são tratados por via seca. O concentrado é queimado (calcinação) para transformar o sulfeto em óxido, que recebe a denominação de calcina. O óxido obtido é reduzido com carbono produzindo o metal (o agente redutor na prática é o monóxido de carbono formado).
| Rank | País           | Toneladas |
| ---- | -------------- | --------- |
| 1    | China          | 4 210 000 |
| 2    | Peru           | 1 400 000 |
| 3    | Austrália      | 1 330 000 |
| 4    | Estados Unidos | 753 000   |
| 5    | Índia          | 720 000   |
| 6    | México         | 677 000   |
| 7    | Bolívia        | 520 000   |
| 8    | Canadá         | 336 000   |
| 9    | Casaquistão    | 304 000   |
| 10   | Rússia         | 260 000   |
| 11   | Suécia         | 245 000   |
|      | Brasil         | 163 000   |

As reações por etapas são: por via úmida o minério é calcinado (queimado) para a obtenção do óxido, posteriormente lixiviado com ácido sulfúrico diluído. A lixívia obtida é purificada para a separação dos diferentes componentes, principalmente o sulfato de zinco. O sulfato é submetido a um processo de eletrólise com ânodo de chumbo e cátodo de alumínio, sobre o qual se deposita o zinco, formando placas de alguns milímetros. O zinco obtido é fundido e lingotado para sua comercialização.
Como subprodutos, diferentes metais são obtidos, como mercúrio, cádmio, ouro, prata, cobre e chumbo, em função da composição dos minerais. O dióxido de enxofre obtido na calcinação é usado para produzir o ácido sulfúrico utilizado na lixiviação. O excedente é comercializado.
Os tipos de zinco obtidos se classificam segundo a norma ASTM em função da sua pureza:
- SHG, Special High Grade (99,99%);
- HG, High Grade (99,90%);
- PWG, Prime Western Grade (98%).

A norma EN 1179 considera cinco níveis (Z1 a Z5) com teores de zinco entre 99,995% e 98,5%, existindo normas equivalentes no Japão e Austrália. Para harmonizar todas as normas a ISO publicou em 2004 a norma ISO 752 regulando a classificação e requisitos necessários em relação ao zinco.

## Ligas metálicas
As ligas metálicas mais empregadas são as de alumínio (3,5-4,5%, Zamak; 11-13%, Zn-Al-Cu-Mg; 22%, Prestal , liga que apresenta superplasticidade) e cobre (aproximadamente 1%) que melhora as características mecânicas do zinco e sua aptidão ao molde.
É componente minoritário em diversas ligas, principalmente de cobre como latões (3 a 45% de zinco) , alpacas (Cu-Ni-Zn) e bronzes (Cu-Sn) de molde.

## Composto
O óxido de zinco é o mais conhecido e utilizado industrialmente, especialmente como base de pigmentos brancos para pintura, também na indústria de borracha e em protetores solares. Outros compostos importantes são o cloreto de zinco (desodorantes) e sulfeto de zinco (pinturas luminescentes). A quarta parte, aproximadamente, do zinco consumido é na forma de compostos.

## Isótopos
O zinco existente na natureza é formado por quatro isótopos estáveis, Zinco-64 (48,6%), Zinco-66, Zinco-67, e Zinco-68. Se tem caracterizado 22 radioisótopos sendo os mais estáveis Zinco-65 e Zinco-72 com meia-vida de 244,26 dias e 46,5 horas, respectivamente. Os demais isótopos radiativos apresentam meias-vidas menores que 14 horas, e a maioria menores que um segundo. O zinco tem quatro estados metaestáveis.

## Aplicações

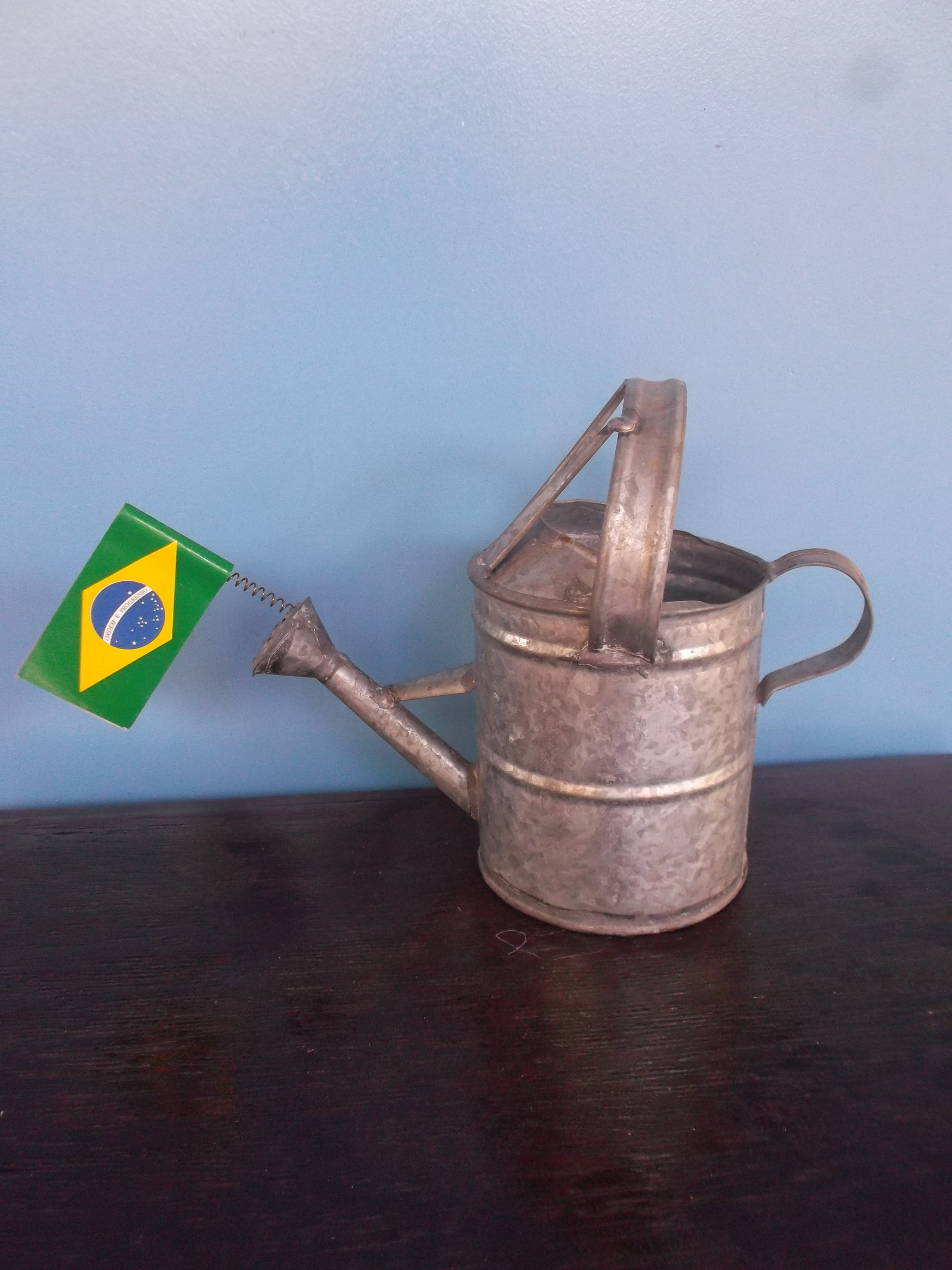
Regador em artesanato de zinco.

A principal aplicação do zinco metálico é a produção de ligas ou a galvanização de estruturas de aço. Uma das ligas mais importantes de zinco é o latão, que consiste na mistura deste elemento com o cobre. Quanto à galvanização, o processo consiste na eletrodeposição de uma fina película de zinco sobre as peças que devem ser protegidas. O zinco pode também ser um aditivo para borrachas e tintas.
O principal composto do zinco é o óxido (ZnO), utilizado nas indústrias de cerâmica, de borrachas e na fabricação de tintas. O sulfato de zinco (ZnSO4) tem aplicação na indústria têxtil e no enriquecimento de solos. O cloreto de zinco é usado para preservar madeiras.

## Criação
O zinco é muito grande e pesado para se formar nas estrelas por meio do processo de fusão nuclear do silício. A forma estável de zinco é criada em supernovas por meio do processo r.[carece de fontes?]

## Precauções
Embora o zinco seja um requisito essencial para uma boa saúde, o excesso dele pode ser prejudicial. Absorção excessiva de zinco suprime a absorção de cobre e de ferro. O zinco metálico não é considerado tóxico, porém alguns de seus compostos, como o óxido e o sulfeto, são nocivos.
Na década de 40 observou-se que na superfície do aço galvanizado formava-se, com o tempo, pelos de zinco (zinc whiskers) que, liberados ao ambiente, provocavam curtos-circuitos e falhas em componentes eletrônicos. Estes pelos se formam após um período de incubação que pode durar dias ou anos, e crescem num ritmo da ordem de 1 mm por ano.

### Envenenamento

Moeda de um cent (1982)

Em 1982, a Casa da Moeda dos Estados Unidos começou a cunhar moedas de um centavo revestidas de cobre, mas feitas principalmente de zinco. Com as moedas de zinco novas, há o potencial para a intoxicação por zinco, que pode ser fatal. Um caso relatado da ingestão crônica de 425 moedas de um centavo (mais de 1 kg de zinco) resultou em morte por sepse bacteriana e fúngica gastrointestinal, enquanto outro paciente, que ingeriu 12 gramas de zinco, só mostrou letargia e ataxia (falta grave de coordenação dos movimentos dos músculos). Vários outros casos foram relatados de seres humanos que sofreram intoxicação pela ingestão de moedas de zinco.
As moedas de pequeno porte são, por vezes, ingeridas por cães, resultando na necessidade de tratamento médico para remover o corpo estranho. O teor de zinco de algumas moedas pode causar intoxicação por zinco, que é comumente fatal em cães, pois causa uma anemia hemolítica grave, e também causa danos no fígado ou nos rins. Vômitos e diarreia são sintomas possíveis. O zinco é altamente tóxico em papagaios e o envenenamento pode muitas vezes ser fatal.